# Фаукария тигриная
Фаукария тигриная (лат. Faucaria tigrina) – вид суккулентных растений рода Фаукария (Faucaria) семейства Аизовые (Aizoaceae), произрастающий на территории Капской провинции ЮАР (Грэмстаун).
Растение также известно под названием «тигровые челюсти» (англ. tiger-jaws) из-за зубчатых листьев треугольной формы, которые кажутся приоткрытыми в угрожающей позе, напоминая челюсти тигра.

## Название
Родовое латинское (научное) название Faucaria происходит от лат. faux, что означает «пасть», и греч. αρι, что переводится как «много». Таким образом, название Faucaria можно интерпретировать как «группа пастей».
Видовой латинский эпитет tigrina переводится как — «тигриная».

## История

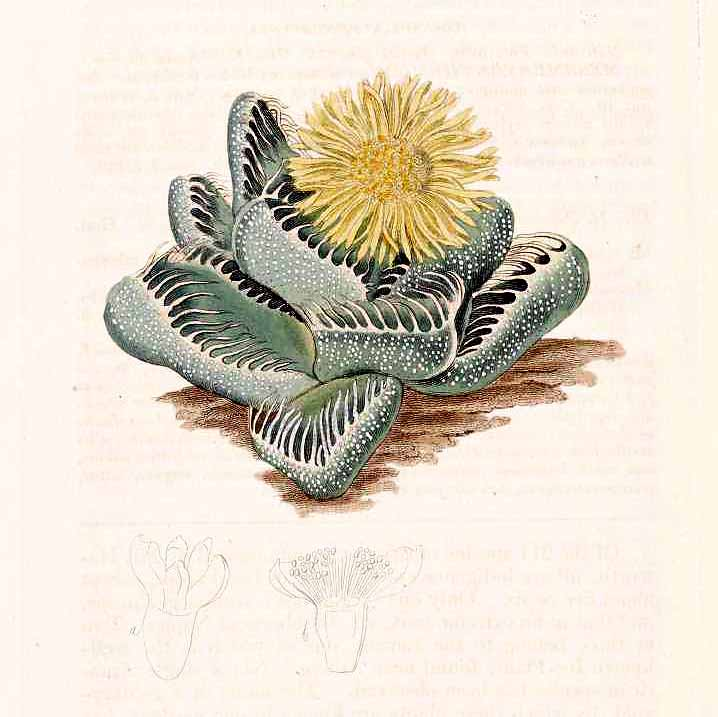
Ботаническая иллюстрация

Первое документированное открытие Faucaria tigrina произошло в 1789 году во время экспедиции Фрэнсиса Массона, который был послан королем Англии в Южную Африку для сбора растений для Королевского ботанического сада Кью. Образцы растения были отправлены Адриану Хэуорту, садовнику из Кью, который определил их как новый вид.

## Описание
Фаукария тигриная — миниатюрный суккулент, который может достигать высоты до 5 см. Его листочки имеют зеленовато-серый цвет и ромбическую форму с заостренными концами. На поверхности листьев располагается множество беловатых точек, которые образуют полоски. Вдоль краев листьев можно наблюдать 9 или 10 пар загнутых назад крепких зубчиков с волосовидными окончаниями. У суккулента также появляются золотисто-желтые цветки диаметром около 5 см.

## Таксономия
Faucaria tigrina (Haw.) Schwantes, первое упоминание в Z. Sukkulentenk. 2: 177 (1926).

### Синонимы
Гомотипные (основанные на одном и том же номенклатурном типе):
- Mesembryanthemum tigrinum Haw. (1795)

Гетеротипные (основанные на разных номенклатурных типах):
- Faucaria tigrina f. splendens H.Jacobsen (1955)

## Распространение и экология
Фаукария тигриная населяет только заросли Олбани в Восточно-Капской провинции, Южная Африка. Эта область характеризуется субтропическим типом растительности, состоящей из колючих и плотных зарослей, прерываемых небольшими открытыми участками. Растение можно обнаружить в этих зарослях, растущим среди скал в тени окружающей растительности. Зимой температура редко опускается ниже 0°C, а летом и осенью средняя максимальная температура колеблется между 22 и 32°C, с большим количеством солнечных часов.
Длинные, белые, саблевидные «зубы» у Фаукарии тигриной на самом деле не служат для защиты. Эти нитевидные структуры представляют собой специальные адаптации, которые помогают растению собирать водяной пар из окружающего воздуха и направлять его к корням. В данном случае, туман, приносимый с побережья, является важным источником воды для растений, которые выживают в жарких субтропических зарослях.

## Охранный статус
В настоящее время в дикой природе остались всего четыре субпопуляции, и это растение постоянно подвергается угрозам, вызванным городской застройкой и чрезмерным выпасом скота. В связи с этим оно было внесено в Красный список растений Южной Африки как вид, находящийся под угрозой исчезновения.